# The Deacon's Troubles
The Deacon's Troubles è un cortometraggio muto del 1912 diretto da Mack Sennett e interpretato da Mabel Normand.

## Produzione
Il film fu prodotto dalla Keystone di Mack Sennett.

## Distribuzione
Distribuito dalla Mutual Film, il film uscì nelle sale l'11 novembre 1912. Era proiettato, con il sistema split reel, insieme a un altro cortometraggio, A Temperamental Husband.